# Attaque du pont de Crimée (2025)
Pour les articles homonymes, voir Attaque du pont de Crimée.
Le 3 juin 2025, le Service de sécurité d'Ukraine (SBU) attaque le pont de Crimée, ouvrage sous contrôle russe.
C'est la troisième attaque ukrainienne contre ce pont depuis le début de l'invasion de l'Ukraine par la Russie. La première s'est produite le 8 octobre 2022 et la deuxième le 17 juillet 2023.

## Contexte
Le pont de Crimée est construit sous occupation russe, de 2016 à 2019, sur le détroit de Kertch, qui relie la mer Noire à la mer d'Azov. Reliant la péninsule de Crimée, en Ukraine, et le kraï de Krasnodar, en Russie, il permet de connecter la Crimée annexée par la Russie au territoire de la fédération de Russie, et matérialise les prétentions du Kremlin sur la région.
Le pont de Crimée est l'un des éléments de l'infrastructure de transport  utilisés par l'armée russe pour envahir le sud de l'Ukraine. Le tablier automobile du pont est utilisé pour le transport militaire depuis 2018, jusqu'à l’ouverture du tablier ferroviaire. Les autorités ukrainiennes considèrent le pont comme un objectif militaire légitime.
Le 8 octobre 2022, une première explosion se produit sur le pont. Quatre personnes sont tuées, deux travées automobiles sont détruites, et un train de carburant prend feu. Après cet incident, la circulation sur le pont de Crimée est restreinte. Le 23 mars 2023, le Premier ministre russe Mikhaïl Michoustine annonce la restauration complète de la partie automobile du pont, et le 5 mai 2023, les autorités russes annoncent le rétablissement complet du trafic sur la partie ferroviaire.
Le 17 juillet 2023, une seconde explosion se produit sur le pont. Lors de cette attaque, deux personnes sont tuées et une est blessée. Deux travées du pont sont endommagées, tandis que la voie ferrée n'est pas  touchée.

## Déroulement
L'opération a été planifiée et coordonnée personnellement par le chef du SBU, Vassyl Maliouk.
Après une préparation de plusieurs mois, les militaires du SBU ont miné les piliers du pont, et, le 3 juin 2025 à 04h44 (UTC+3), une explosion, avec 1 100 kg d'explosifs équivalent TNT, endommage gravement les supports sous-marins des pylônes,. L'explosion s'est produite sur le bord est de la partie routière du pont de Crimée, sous la section voûtée. Selon le SBU le pont est dans un état critique.
La circulation routière sur le pont a été bloquée deux fois au cours de la journée,. La Russie affirme avoir arrêté un agent des services de renseignement ukrainiens qui avait fabriqué une bombe « sur ordre de Kiev » en lien avec l'attaque.

## Réactions
Le Kremlin admet une « explosion » sur le pont de Kertch, tout en affirmant qu'« aucun dommage n'a été causé ».